# Игрищи (Большесельский район)
Игрищи — деревня в Большесельском районе Ярославской области России. 
В рамках организации местного самоуправления входит в Большесельское сельское поселение, в рамках административно-территориального устройства — в Большесельский сельский округ.

## География
Деревня расположена в центре района, на расстоянии около 2 км к востоку от районного центра Большое Село. Она стоит в устье реки Молокша на её правом восточном берегу и на левом южном берегу Юхоти. От Игрищ в северном направлении идёт дорога, пересекающая Юхоть по мосту, расположенному ниже устья речки Курбица, впадающей в Юхоть с противоположного правого берега. Эта дорога выходит на магистраль связывающую районный центр Большое Село с Ярославлем. В непосредственной близости, к северо-востоку от Игрищ, на берегу Юхоти стоит небольшая деревня Фофаново. Игрищи и Фофаново соят на небольшом поле, окружённом лесами. За лесом, на расстоянии около 1 км к юго-востоку, за небольшим безымянным левым притоком Юхоти стоит деревня Заручье. На расстоянии около 2 км на юг, вверх по течению Молокши стоят деревни Федорково на правом и Андреево на левом берегу.

## Население
| 2007 | 2010 |
| ---- | ---- |
| 150  | ↘116 |

Согласно результатам переписи 2002 года, в национальной структуре населения русские составляли 94 % из 150 жителей.
По данным статистического сборника «Сельские населенные пункты Ярославской области на 1 января 2007 года», в деревне Игрищи проживали 150 человек. По топокарте на 1981 год в деревне проживало 0,19 тыс. человек.

## История
Деревня Игрищи указана на плане Генерального межевания Борисоглебского уезда 1792 года. В 1825 году Борисоглебский уезд был объединён с Романовским уездом. По сведениям 1859 года деревня относилась к Романово-Борисоглебскому уезду.